# فریدون شهبازیان
فریدون شهبازیان (۲۱ خرداد ۱۳۲۱ – ۲۲ دی ۱۴۰۳) موسیقی‌دان، آهنگساز و رهبر ارکستر اهل ایران بود.

## زندگی و فعالیت هنری
فریدون شهبازیان در ۲۱ خرداد ۱۳۲۱ در تهران زاده شد. او با تشویق و راهنمایی پدرش حسین شهبازیان به موسیقی گرایش پیدا کرد و در هنرستان عالی موسیقی به تحصیل موسیقی و فراگیری ساز ویولن پرداخت. نخستین معلم ویولن او عطاالله خادم میثاق بود که پس از چندی او را به معلم روسی خود سرژ خوتسیف معرفی کرد. وی تا پایان دورهٔ ابتدایی نزد خوتسیف آموزش دید. پس از آن فراگیری ویولن را تا گرفتن دیپلم نوازندگی این ساز در کلاس‌های شبانهٔ لوئیجی پاساناری که در آن زمان کنسرت‌مایستر ارکستر سمفونیک تهران بود ادامه داد. وی در ۱۷ سالگی به عضویت ارکستر سمفونیک تهران به رهبری حشمت سنجری درآمد. پس از آن همکاری خود را با ارکستر برنامه گل‌ها آغاز کرد. در آن هنگام ارکستر گل‌ها به رهبری روح‌الله خالقی و پس از او جواد معروفی فعالیت می‌کرد. فریدون شهبازیان در سال ۱۳۴۵ رهبر گروه کر و ارکستر سمفونیک رادیو شد.
فریدون شهبازیان دانش‌آموخته دانشکده هنرهای زیبای دانشگاه تهران بود. شهبازیان آهنگسازی برای فیلم را در دهه ۱۳۶۰ (خورشیدی) آغاز نمود. وی به همراه علی معلم دامغانی شورای موسیقی را در صدا وسیما تشکیل دادند که وظیفه نظارت و حمایت از موسیقی پاپ را به عهده داشت.
فریدون شهبازیان از مهر ۱۳۹۵ تا فروردین ۱۳۹۸ چوب رهبری ارکستر ملی ایران را در دست داشت. شهبازیان پس از استعفا از مدیریت هنری و رهبری دائم ارکستر ملی ایران، به عنوان مشاور موسیقی بنیاد رودکی منصوب شد که در ۳۱ اردیبهشت ۱۳۹۸ از این سمت نیز کناره‌گیری کرد.
حسین شهبازیان پدر فریدون شهبازیان، نوازنده ویولن، رهبر ارکستر و از شاگردان ابوالحسن صبا بود. همسر وی ماهور موسائیان از عکاسان سینمای ایران بود.
در آبان ۱۳۹۸ مراسم رونمایی از آلبوم موسیقی وقتی برگشتم… اثر فریدون شهبازیان در پردیس سینمایی چارسو برگزار شد.
فریدون شهبازیان در فروردین سال ۱۴۰۰ در حین ضبط موسیقی مجموعهٔ تلویزیونی یاور از دو ناحیه دست راست و لگن دچار شکستگی استخوان شد. او پس از انتقال به بیمارستان با وجود نیاز به عمل فوری به دلیل ضرورت آماده‌سازی موسیقی سریال برای پخش با وجود اصرارِ عواملِ سریال یاور از بستری شدن و عمل جراحی خودداری کرد و پس از آماده‌سازی موسیقی ۵ قسمت از سریال عمل جراحی بر روی وی انجام شد.

## درگذشت
. . . او هنرمند بزرگی بود که همه ایران عاشق او هستند. او هنرمند باشکوهی بود که من از جوانی با وی آشنا شدم. او مانند برادر بزرگتر من بود . . . هر زمان که با فریدون برخورد داشتم، از او حس خوبی می‌گرفتم و مانند کوه پشت ما بود. . .

حسین علیزاده
فریدون شهبازیان در ۲۲ دی ۱۴۰۳ به علت بیماری ریوی در تهران درگذشت. مراسم خاکسپاری پیکر وی دوشنبه ۲۴ دی ۱۴۰۳ از مقابل تالار وحدت برگزار شد. در این مراسم که با حضور هنرمندان سرشناس و مسئولان وزارت فرهنگ و ارشاد اسلامی همراه بود، سهیل محمودی، حمیدرضا نوربخش، حسام‌الدین سراج، داود گنجه‌ای، حسین علیشاپور و حسین علیزاده به ایراد سخنرانی پرداختند و در پایان این مراسم، پیکر وی به سوی قطعهٔ هنرمندان بهشت زهرا بدرقه شد.

### یادبود
در ۲ بهمن ۱۴۰۳ مراسم یادبودی در فرهنگسرای نیاوران به مناسبت درگذشت وی برگزار شد. در این مراسم که با حضور جمعی از شخصیت‌های سرشناس موسیقی و اهالی فرهنگ برگزار شد، شماری از دوستان و همکاران وی از جمله هوشنگ کامکار، کامبیز روشن‌روان، ساعد باقری و ماهور موساییان (همسر فریدون شهبازیان) به ایراد سخنرانی پرداخته و یادش را به خاطر سال‌ها فعالیت در عرصهٔ موسیقی گرامی داشتند. همچنین در این مراسم محمد اصفهانی با همراهی پیانوی فؤاد حجازی ترانهٔ تیتراژ سریال آوای فاخته و حمید غلامعلی با همراهی رضا تاجبخش ترانهٔ گل گلدون من از ساخته‌های فریدون شهبازیان را اجرا کردند.
 … در تمام این سال‌ها، شاهد تلاش‌های بی‌دریغ و خدمات ارزندهٔ او به موسیقی ملی ایران بوده‌ام؛ موسیقی‌ای که آمیزه‌ای شگفت‌انگیز از سنت، فولکلور و عناصری از موسیقی جهان است. او آثاری آفریده که چنان استوار و بی‌بدیل‌اند که تا ابد در حافظهٔ فرهنگی این سرزمین جاودانه خواهند ماند …— هوشنگ کامکار

## آثار

### فیلم و سریال
شهبازیان از اواسط دههٔ ۵۰ ساخت موسیقی فیلم را نیز آغار کرد. پس از انقلاب اسلامی و در دههٔ شصت نیز با توجه به محدودیت‌های اِعمال‌شده بر موسیقی باکلام و خوانندگان، شهبازیان بیشتر تمرکز خود را بر ساخت موسیقی متن فیلم‌ها و سریال‌های تلویزیونی معطوف کرد؛ جایی که مجال بیشتری به آهنگساز برای فعالیت داده و تا حدی از گزند سانسور در امان بود. او برای بسیاری از فیلم‌های سینمایی ماندگار و موفق موسیقی ساخت که برخی از این آثار موسیقایی جوایز بسیاری را در جشنواره‌های داخلی و خارجی برایش به همراه داشت. از جمله آثار موسیقی فیلم که برخی به صورت آلبوم‌های مستقل موسیقی نیز منتشر شده‌اند باید موسیقی متن فیلم‌های «آوار» به کارگردانی سیروس الوند، «شیر سنگی» به کارگردانی مسعود جعفری جوزانی، «پائیزان» به کارگردانی رسول صدر عاملی، سریال «باغ گیلاس» به کارگردانی مجید بهشتی و فیلم‌های سینمایی «هیوا» به کارگردانی رسول ملاقلی‌پور، اخراجی‌ها به کارگردانی مسعود ده‌نمکی و «خاموشی دریا» به کارگردانی وحید موسائیان اشاره کرد.

### ترانه‌ها

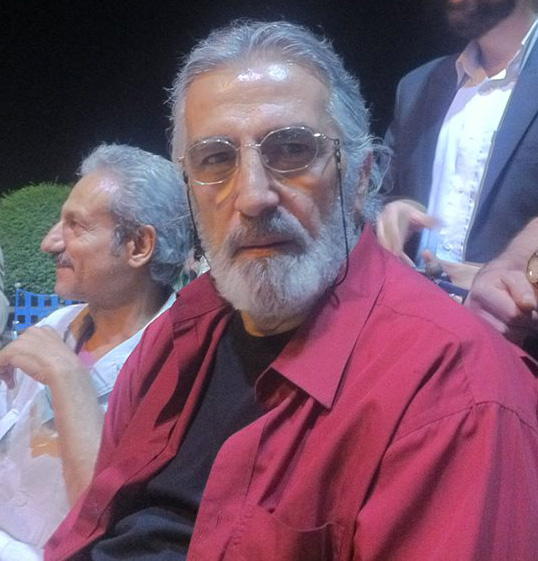
فریدون شهبازیان در مراسم جشن سینمای ایران و بازگشایی خانه سینما (۲۲ شهریور ۱۳۹۲)

آثار با کلام فریدون شهبازیان را خوانندگانی همچون: محمدرضا شجریان، عهدیه، علی اصغر شاه زیدی، عارف، سیمین غانم، الهه، علیرضا افتخاری، نادر گلچین، اکبر گلپایگانی، عبدالحسین مختاباد، حسام‌الدین سراج و محمد اصفهانی اجرا کرده‌اند.
آثار با کلامی که شهبازیان ساخته و تنظیم کرده به چند بخش تقسیم می‌شود. او پیش از انقلاب اسلامی و در اواخر دههٔ چهل و دههٔ پنجاه به ساخت و تنظیم آثار در برنامهٔ گل‌ها پرداخت که در رادیو تلویزیون ایران پخش می‌شد. آهنگ‌های «پُر کن پیاله را» با صدای محمدرضا شجریان و «گریز» با صدای نادر گلچین از معروف‌ترین آثار او در این دوران به‌شمار می‌رود. «پر کن پیاله را» اولین آواز ایرانی است که بر روی شعر نو ساخته شده است. این آواز در دستگاه ماهور ساخته شده و محمدرضا شجریان خوانندگی آن را به عهده داشته است.
بخش دیگری از آثار با کلام شهبازیان به نغمه‌های او بر روی اشعاری است که به صورت دکلمه اجرا شده‌اند. از جمله این مجموعه‌ها اثر «کاشفان فروتن شوکران» است که شاملو در آن اشعار سیاسی و اجتماعی خود را در اوج جوانی دکلمه می‌کند. شاملو که در آن زمان خود چندان طرفدار موسیقی سنتی نبوده است در پیشگفتار این اثر، به تحسین موسیقی شهبازیان پرداخته و این مجموعه را به او تقدیم می‌کند.
بخش دیگری از فعالیت‌های موسیقایی شهبازیان به ساخت آهنگ‌های پاپ و تیتراژهای تلویزیونی اختصاص می‌یابد که در این حوزه نیز وی حضوری فعال داشته است. بیشتر فعالیت وی در این حوزه همکاری با محمد اصفهانی است که شهبازیان برای او بیش از ۲۰ قطعه ساخته و محمد اصفهانی آن‌ها را اجرا کرده است.

### فعالیت در مجموعه صدای شاعر

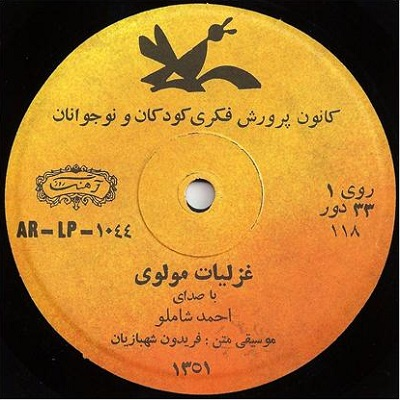
مجموعه غزلیات مولوی بر روی صفحات ۳۳ دور

از اوایل دهه ۱۳۵۰ (خورشیدی) تا سال ۱۳۵۷ کانون پرورش فکر کودکان و نوجوانان به همت فریدون شهبازیان مجموعه‌ای از صدای شاعران معاصر ایرانی، نوارهای قصه برای کودکان و آوازهای محلی و فولکلوریک ایران تهیه و منتشر کرد. وی بر روی اشعار شعرای بزرگ کهن و نو با صدای خود یا گویندگان سرشناس آن زمان موسیقی ساخت.
برخی آثار که تحت عنوان «مجموعه صدای شاعر» و با آهنگسازی شهبازیان بر روی نوارهای کاست و صفحات ۳۳ دور منتشر شد، به شرح زیر است:
- مجموعه صدای شاعر ۱ (شعرهای حافظ) با دکلمهٔ احمد شاملو[۲۷]
- مجموعه صدای شاعر ۴ (غزلیات مولوی) با دکلمهٔ احمد شاملو[۲۸]
- مجموعه صدای شاعر ۶ (شعرهای مهدی اخوان ثالث) با دکلمهٔ مهدی اخوان ثالث[۲۹]
- مجموعه صدای شاعر ۸ (شعرهای رودکی) با صدای پری زنگنه و دکلمهٔ منوچهر انور[۳۰]
- مجموعه صدای شاعر ۱۰ (شعرهای سعدی) با دکلمهٔ هوشنگ ابتهاج[۳۱]

## جوایز و افتخارات

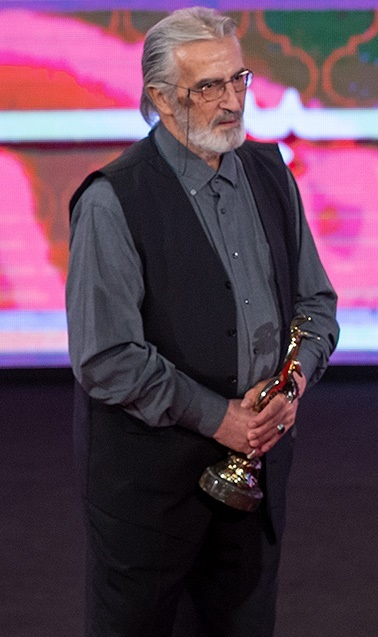
فریدون شهبازیان در شهریور ۱۳۹۸

| سال  | جایزه                                                                | نام اثر          | نتیجه    |
| ---- | -------------------------------------------------------------------- | ---------------- | -------- |
|      | جایزه فروغ فرخزاد به عنوان بهترین آهنگساز                            | مجموعه صدای شاعر | پیروز    |
| ۱۳۶۵ | کاندید به عنوان بهترین آهنگساز در جشنواره فیلم فجر                   | شیر سنگی         | نامزدشده |
| ۱۳۶۶ | کاندید به عنوان بهترین آهنگساز در جشنواره فیلم فجر                   | وکیل اول         | نامزدشده |
| ۱۳۶۷ | کاندید به عنوان بهترین آهنگساز در جشنواره فیلم فجر                   | در مسیر تندباد   | نامزدشده |
| ۱۳۷۵ | دیپلم افتخار بهترین آهنگساز از پانزدهمین جشنواره فیلم فجر            | نامزدی           | پیروز    |
| ۱۳۷۶ | تندیس بهترین آهنگساز از اولین دوره جشن خانه سینما                    | نامزدی           | پیروز    |
| ۱۳۷۸ | کاندید به عنوان بهترین آهنگساز در سومین جشن خانه سینما               | هیوا             | نامزدشده |
| ۱۳۸۰ | کاندید به عنوان بهترین آهنگساز در جشنواره فیلم فجر                   | آرزوهای زمین     | نامزدشده |
| ۱۳۸۱ | کاندید به عنوان بهترین آهنگساز در ششمین جشن خانه سینما               | آرزوهای زمین     | نامزدشده |
| ۱۳۸۳ | تندیس بهترین آهنگساز از چهل و هشتمین جشنواره آسیا اقیانوسیه (پاسفیک) | خاموشی دریا      | پیروز    |
| ۱۳۹۱ | کاندید به عنوان بهترین آهنگساز در جشنواره فیلم فجر                   | فرزند صبح        | نامزدشده |
| ۱۳۹۰ | کاندید به عنوان بهترین آهنگساز در جشن خانه سینما                     | گل‌چهره           | نامزدشده |
| ۱۳۹۳ | کاندید به عنوان بهترین آهنگساز در جشن خانه سینما                     | فرزند صبح        | نامزدشده |